# Ridsport vid olympiska sommarspelen 2016

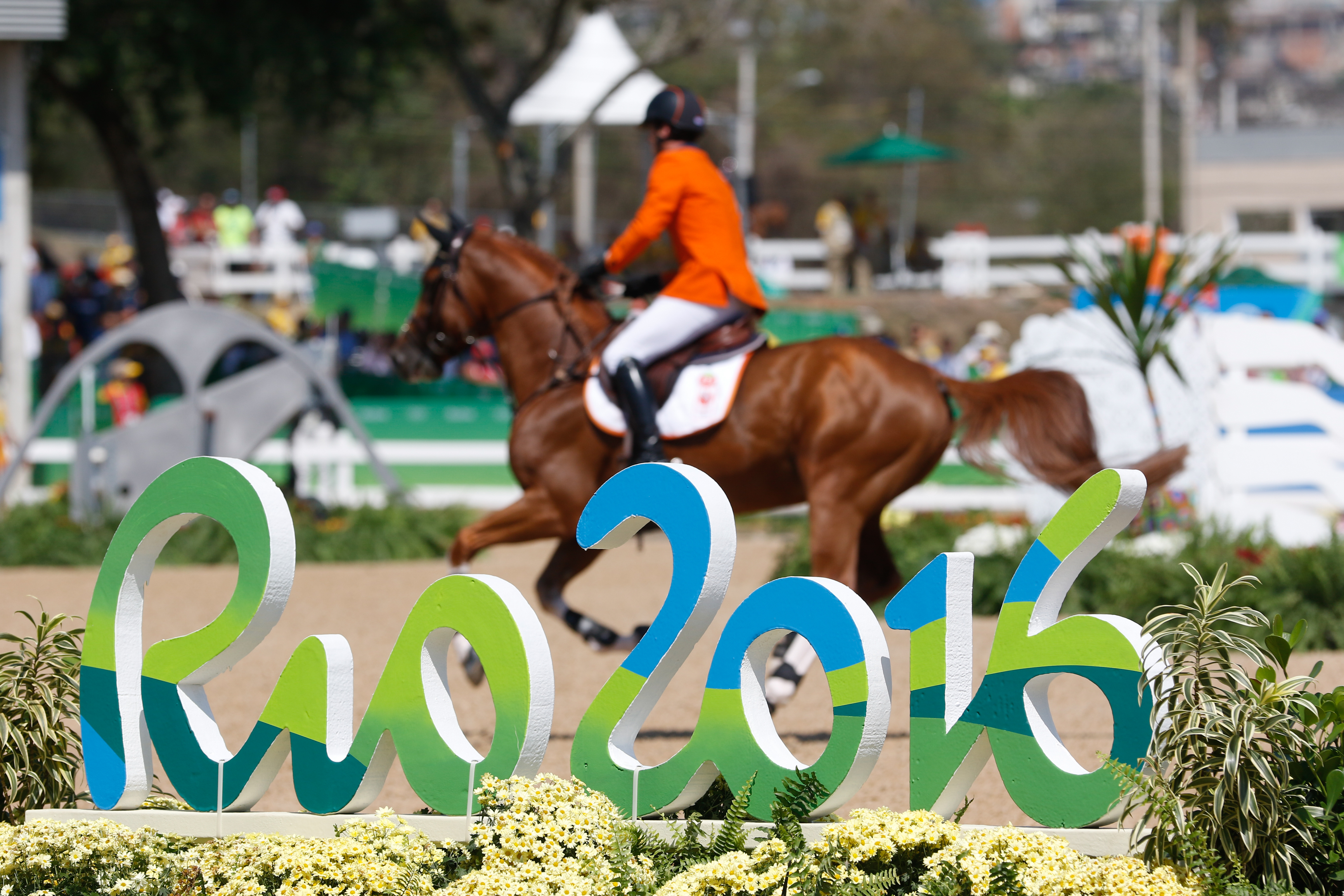
Maikel van der Vleuten ur det nederländska laget.

Ridsport vid olympiska sommarspelen 2016 avgjordes mellan den 5 augusti och 21 augusti 2016 i Deodoro Rio de Janeiro i Brasilien.

## Kvalificering
Varje gren hade sina egna kvalificeringsregler, men byggde i allmänhet på Internationella ridsportförbundets ranking. 

### Dressyr kvalificering
För lagtävlingen fanns det från början totalt 10 platser tillgängliga, varav en var reserverad för värdlandet Brasilien. Varje lag bestod av fyra ekipage. Tre lagplatser fördelades till de tre bäst placerade länderna vid Ryttar-VM 2014 i Normandie, Nederländerna, Tyskland och Storbritannien. Tre platser fördelades vid europamästerskapen 2015 till Spanien, Sverige och Frankrike. En plats fördelades vid Panamerikanska spelen 2015 till USA. Från Asien, Oceanien och Afrika var Australien kvalificerade utifrån sitt resultat i Ryttar-VM och Japan är kvalificerade genom regional tävlingar. Genom att kvalificera tre individuella ekipage från ett land bildar även de ett lag.
För den individuella tävlingen fanns 60 platser att fördelat enligt följande: 40 platser till ekipagen i de tio grundkvalificerade lagen. Dessutom kvalificerades de 14 högst rankade ryttarna från de sju geografiska regionerna. De sex bästa ryttare baserade på FEI rankning som inte uppfyllde kraven på annat sätt kvalificeras också.

### Hoppning kvalificering
För lagtävlingen fanns det från början totalt 15 platser tillgängliga, var av en var reserverad för värdlandet Brasilien. Varje lag bestod av fyra ekipage. Fem lagplatser fördelades till de fem bäst placerade länderna vid Ryttar-VM 2014 i Normandie, Tyskland, Frankrike, USA, Nederländerna och Sverige. Tre platser fördelades vid europamästerskapen 2015 till Schweiz, Storbritannien och Spanien. Två platser fördelades vid Panamerikanska spelen 2015 i Toronto till Kanada och Argentina. Från Asien, Oceanien och Afrika kvalificerade sig Qatar, Ukraina, Japan och Australien.
För den individuella tävlingen fanns 75 platser att fördela enligt följande: 60 platser till ekipagen i de 15 grundkvalificerade lagen. De 15 bästa ryttare baserade på FEI rankning som inte uppfyllde kraven på annat sätt kvalificerades också.

### Fälttävlan kvalificering
För lagtävlingen fanns det från början totalt 11 platser tillgängliga, varav en var reserverad för värdlandet Brasilien. Varje lag bestod av tre till fyra ekipage. Sex lagplatser fördelades till de sex bäst placerade länderna vid Ryttar-VM 2014 i Normandie, Tyskland, Storbritannien, Nederländerna, Kanada, Australien och Irland. Frankrike var kvalificerade efter VM men det kvalificerande resultatet ströks på grund av att en av de franska hästarna visade sig ha varit dopad. Två platser fördelades vid Europamästerskapen i fälttävlan 2015  vid  Blair Castle till Frankrike och Sverige. En plats fördelades vid Panamerikanska spelen 2015 till USA. Nya Zeeland kvalificerade ett lag med sitt resultat i Asian-Pacific Eventing Games.
För den individuella tävlingen fanns 65 platser att fördela enligt följande: 44 platser till ekipagen i de elva grundkvalificerade lagen. Dessutom kvalificerades 21 ryttare baserade på FEI rankning som inte uppfyllde kraven på annat sätt.

## Deltagande länder
Totalt 43 länder var kvalificerade. Taiwan, Puerto Rico, Palestina, Qatar och Zimbabwe gjorde sin olympiska debut i ridsport.

- Argentina (4)
- Australien (12)
- Österrike (1)
- Belgien (5)
- Brasilien (8)
- Kanada (10)
- Chile (1)
- Kina (1)
- Colombia (2)
- Danmark (4)
- Dominikanska republiken (1)
- Ecuador (1)
- Egypten (1)
- Finland (1)
- Frankrike (12)
- Tyskland (12)
- Storbritannien (12)
- Irland (6)
- Italien (5)
- Japan (10)
- Mexiko (1)
- Marocko (1)
- Nederländerna (12)
- Nya Zeeland (5)
- Palestina (1)
- Peru (1)
- Polen (1)
- Portugal (1)
- Puerto Rico (1)
- Qatar (4)
- Ryssland (5)
- Sydafrika (1)
- Sydkorea (1)
- Spanien (9)
- Sverige (12)
- Schweiz (7)
- Kinesiska Taipei (1)
- Turkiet (1)
- Ukraina (5)
- USA (12)
- Uruguay (1)
- Venezuela (2)
- Zimbabwe (1)

## Medaljsammanfattning
| Gren                                | Guld                                                                        | Silver                                                      | Brons                                                                       |
| Individuell dressyr Detaljer...     | Charlotte Dujardin Storbritannien                                           | Isabell Werth Tyskland                                      | Kristina Bröring-Sprehe Tyskland                                            |
| Lagtävling i dressyr Detaljer...    | Tyskland                                                                    | Storbritannien                                              | USA                                                                         |
| Lagtävling i dressyr Detaljer...    | Sönke Rothenberger Dorothee Schneider Kristina Bröring-Sprehe Isabell Werth | Spencer Wilton Fiona Bigwood Carl Hester Charlotte Dujardin | Allison Brock Kasey Perry Steffen Peters Laura Graves                       |
| Individuell fälttävlan Detaljer...  | Michael Jung Tyskland                                                       | Astier Nicolas Frankrike                                    | Phillip Dutton USA                                                          |
| Lagtävling i fälttävlan Detaljer... | Frankrike                                                                   | Tyskland                                                    | Australien                                                                  |
| Lagtävling i fälttävlan Detaljer... | Karim Laghouag Thibaut Vallette Mathieu Lemoine Astier Nicolas              | Julia Krajewski Sandra Auffarth Ingrid Klimke Michael Jung  | Shane Rose Stuart Tinney Sam Griffiths Christopher Burton                   |
| Individuell hoppning Detaljer...    | Nick Skelton Storbritannien                                                 | Peder Fredricson Sverige                                    | Eric Lamaze Kanada                                                          |
| Lagtävling i hoppning Detaljer...   | Frankrike                                                                   | USA                                                         | Tyskland                                                                    |
| Lagtävling i hoppning Detaljer...   | Philippe Rozier Kevin Staut Roger-Yves Bost Pénélope Leprevost              | Kent Farrington Lucy Davis McLain Ward Elizabeth Madden     | Christian Ahlmann Meredith Michaels-Beerbaum Daniel Deusser Ludger Beerbaum |

Denna tabell: visa • redigera

## Medaljtabell
| Pl.   | Nation         | Guld | Silver | Brons | Totalt |
| ----- | -------------- | ---- | ------ | ----- | ------ |
| 1     | Tyskland       | 2    | 2      | 2     | 6      |
| 2     | Frankrike      | 2    | 1      | 0     | 3      |
| 2     | Storbritannien | 2    | 1      | 0     | 3      |
| 4     | USA            | 0    | 1      | 2     | 3      |
| 5     | Sverige        | 0    | 1      | 0     | 1      |
| 6     | Australien     | 0    | 0      | 1     | 1      |
| 6     | Kanada         | 0    | 0      | 1     | 1      |
| Total | Total          | 6    | 6      | 6     | 18     |